# Violette Schneckenbasidie
Die Violette Schneckenbasidie (Helicobasidium purpureum, Syn.: Helicobasidium brebissonii) ist eine Pilzart der Tremellomycetes aus der Familie der Ohrlappenpilzverwandten (Auriculariaceae). Die Fruchtkörper der fast weltweit verbreiteten Art sind rosa-violett, filzig bis membranös und resupinat. Der Pilz wächst parasitisch an Stämmen, Wurzeln und Rinden von Bäumen, Kräutern und Sträuchern, vor allem in Erdbodennähe. Die Violette Schneckenbasidie fruktifiziert im Frühjahr und Herbst. In der Landwirtschaft als Violetter Wurzeltöter bekannt, richtet er vor allem im Anbau von Zuckerrüben, Karotten, Luzernen und Kartoffeln Schaden an.

## Merkmale

### Makroskopische Merkmale
Der Fruchtkörper der Violetten Schneckenbasidie erscheint als filziger oder membranöser Teppich auf der Oberfläche ihres Wirtes. Das Hymenium ist rosa-violett bis filzig violettbraun und bereift, es weist keine Rhizomorphen auf. Die Fruchtschicht kann oft die gesamte Oberfläche des Wirtes bedecken.

### Mikroskopische Merkmale
Die Hyphen der Art sind walzenförmig und verfügen nicht über Schnallen. An ihren Enden bilden sich zwei- bis vierzellige Protobasidien. Die Basidien sind spazierstock- oder schneckenförmig gekrümmt. Die dünnwandigen, glatten und inamyloiden Sporen der Violetten Schneckenbasidie sind ellipsoid und erreichen eine Größe von 9–12,5 × 5–6,5 µm. Die Hyphen des Subcuticulums sind hell lila und annähernd hyalin.

## Verbreitung
Die Violette Schneckenbasidie ist annähernd kosmopolitisch, kommt also in weiten Teilen der Welt vor. Von Neuseeland und Australien aus kommt sie über Asien bis in die Holarktis, nach Ostafrika und in die Neotropis vor. In der Holarktis bevorzugt sie die meridionale und gemäßigte bis boreale Zone. In Europa ist die Art vor allem submediterran und ozeanisch-subozeanisch verbreitet.

## Ökologie

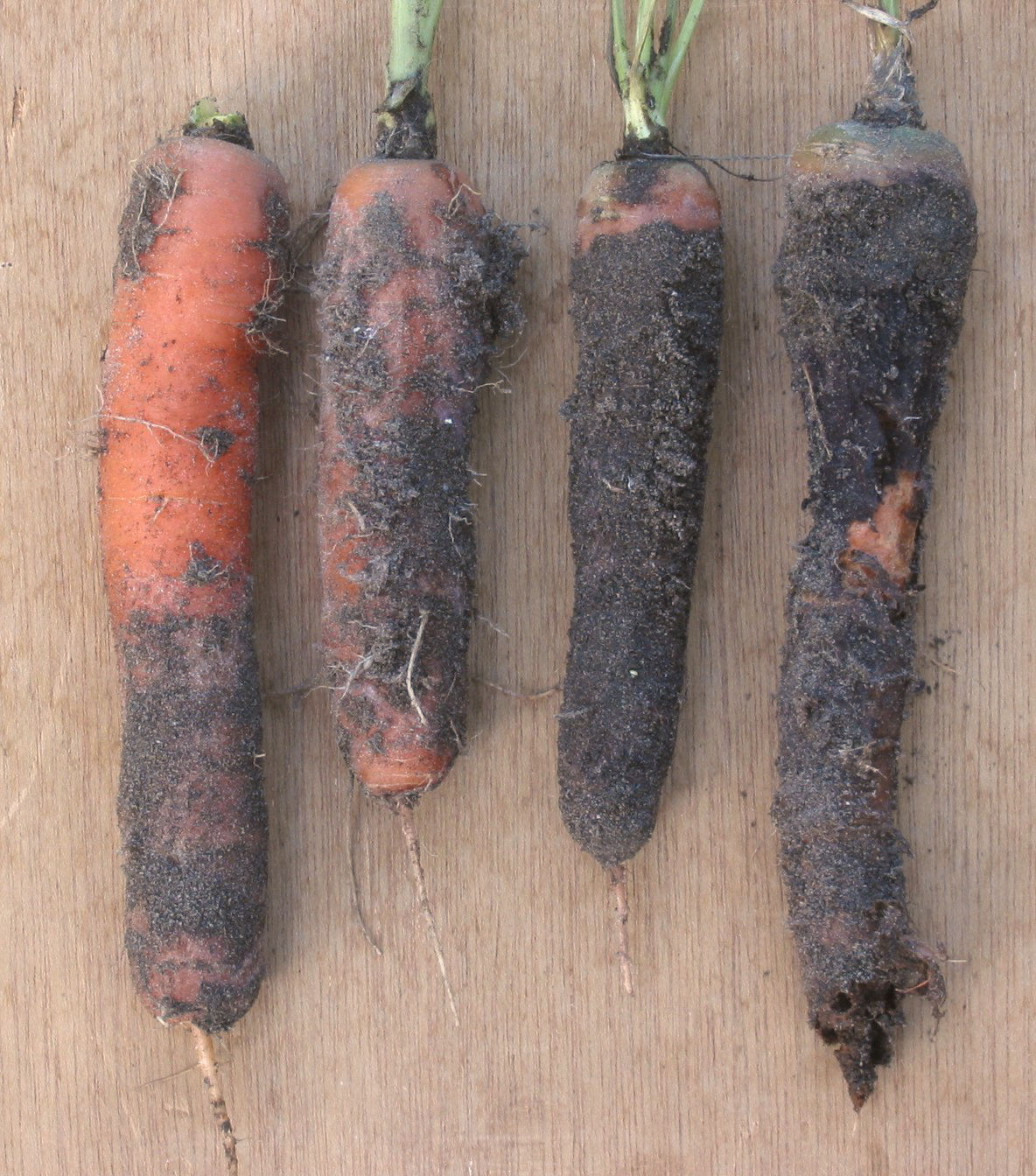
Wurzelfäule auf Karotte verursacht durch die Violette Schneckenbasidie

Violette Schneckenbasidien wachsen saprobiontisch und parasitär auf Blütenpflanzen, vor allem auf den Stümpfen, Wurzeln und Rinden von Bäumen, Sträuchern und Kräutern. In Baden-Württemberg bevorzugen sie Eschen (Fraxinus spp.) als Substrat.

## Bedeutung
Vor allem im Anbau von Zuckerrüben, Karotten, Luzernen und Kartoffeln kann der Violette Wurzeltöter, wie er im landwirtschaftlichen Anbau genannt wird, von Bedeutung sein. Er bevorzugt verunkrautete nasse Böden in wärmeren Gebieten. Als Maßnahme wird ein Fruchtwechsel mit Getreide empfohlen.